# Martine Jacobs
Martine Jacobs (Amsterdam, 1956) is een Nederlandse kunstenares die werkt met pastelkrijt en met nieuwe media. Tegenwoordig haalt ze haar inspiratie bij afbeeldingen op het internet – boeddha's onder andere – om ze in het hedendaagse graffitidecor van de stadsjungle te bewerken. Haar werk is vooral populair in newagekringen en wordt op internet soms als e-card aangeboden.

## Biografie

### Amsterdam
Jacobs vader was kledingontwerper en haar moeder zijn model. Als kleuter zwierf ze geregeld rond in vaders atelier – dat twaalf naaisters tewerkstelde – en soms ook in de ontwerpkamer met grote tekentafels, enorme vellen papier en rollen stof uit alle werelddelen.
Haar puberjaren bracht ze door op een oude katholieke kostschool annex klooster, waar ze droomde van de schilderijen die ze later zou maken. Op haar zeventiende besloot ze met haar man het heft in eigen handen te nemen en verruilde ze het klooster voor een erotisch geladen zolder. Het jonge gezin had het niet breed en zwierf tegelijk de wereld rond. Geld voor verf was er niet en zo begon Jacobs met pastelkrijt te werken.

### Portugal
Op haar twintigste trokken ze liftend en treinend naar Portugal en verkochten er na een expositie in een oud kerkje te Obidos haar eerste schilderij. Terug in Nederland maakte ze de sociale academie af en kreeg ze haar eerste kind, een jongen.

### Californië
Terug op reis door Amerika langs galerieën en musea kocht het echtpaar een 45 jaar oude Chevrolet om onder het motto “a rich man’s dream and no money to spend” in Carmel-Valley te belanden waar ze gratis lessen mochten volgen met de kleine Mozes in de wasmand. Ook hier verkochten ze enkele schilderijen en ondertussen was ook een tweede baby op komst. Terug in Nederland betrok het koppel een flat in de Bijlmer. Twee kinderen, een hond, een oude Mercedes-Benz camper en een wereldkaart.

### Marokko
Het zou niet lang duren of het gezin trok richting Marokko. Muntthee, couscous, het dagelijks gebed vanuit de moskee en de kinderen spelend op het strand vulden de dagen. Het zou een schat aan tekeningen opleveren, maar begin jaren tachtig als vrouw exposeren in een islamitisch land bleek geen succes.
Terug in Nederland werkte Jacobs nu van de vroege ochtend tot de late avond en voor het eerst begon ze haar pastels uit te werken op triplex. Een lange weg van experimenteren met verschillende lagen vernis leidde uiteindelijk tot het verlangde resultaat.

### Toulouse
Om even tot rust te komen verhuisde het gezin voor een jaar naar Zuid-Frankrijk. Ze huurden er een pastorie met een oud romaans kerkje in de achtertuin en een riviertje rond het domein. In dat jaar exposeerde Jacobs meermaals te Toulouse waar het impressionisme toen hoogtij vierde.
Hier ontstond het idee op experimentele, digitale kunst over te stappen. Na enige jaren van prullenbakken had Jacobs zich eindelijk een eigen concept te pakken: het knippen, plakken, scheuren en bijtekenen van postzegels om ze tot een kunstwerk te bewerken.

### Nieuwe media kunstenares
Verschillende grafische programma’s kwamen op de markt en alras bespeelde Jacobs de computer als was hij een deel van haar lichaam. Haar hedendaagse werk is prikkelend, verfijnd en esthetisch en leidt tot kunst met wortels in de oude tijd, tastbaar gemaakt door moderne technieken.
Ze maakt gebruik van origineel Japans papier, een speciale printer met natuuridentieke verven en werkt de stukken daarna uit op houten panelen.

## Tentoonstellingen en shows
- 1986 - Tentoonstelling Amsterdamse Poort
- 1987 - Muurschildering Aglou-plage ministerie van toerisme Marokko
- 1988 - Collectie Stedelijk museum Amsterdam
- 1989 - Tentoonstelling galerij Moffet, Toulouse
- 1990 - Tentoonstelling Mont Brun, Villers-Bocage
- 1990 - Tentoonstelling Iberico Alcorcón, Madrid
- 1991 - Tentoonstelling Luttik Ouddorp Alkmaar
- 1992 - Tentoonstelling Kunstschip K.E.E.S. Den Helder
- 1993 - Internationale triënnale schildercompetitie Osaka
- 1994 - Tentoonstelling Galerij Art Kring Enkhuizen
- 1995 - Tentoonstelling NIOZ Texel
- 1996 - Tentoonstelling Streekziekenhuis Hilversum
- 1996 - Tentoonstelling Pere Sousa Barcelona
- 1996 - Rondreizende tentoonstelling Grassart Duitsland
- 1997 - Permanente tentoonstelling Mulendam hanf Museum Berlijn
- 1998 - Tiendaagse Bergen’s Art Bergen
- 2000 - Huisduinen
- 2000 - Stompe Toren Spaarndam
- 2000 - Internationale show Il giorni di Pulcheria Italië
- 2001 - MAC 21 Contemporary Art Fair Marbella
- 2001 - Internationale biënnale van de hedendaagse kunst Florence
- 2001 - Biënnale voor Computer Graphics Sint-Petersburg
- 2002 - World wide exhibition of Computer Graphics Cultural Centre Pushkinskaya 10 Sint-Petersburg
- 2002 - Collectie Fuller Museum of Art, Brockton, MA (USA)
- 2002 - Museum de la Cuidad, Guadalajara, Mexico
- 2002 - Coaster Project: 99 Artists in 99 Exhibits aroud the Globe Den Helder
- 2002 - Negros Museum Filipijnen
- 2002 - Galerie de Pleiaden Nederland
- 2002 - Fondazione Ferrero Italië
- 2002/2003 - State Museum of History Sint-Petersburg
- Jacobs werk is opgenomen in de collectie Barret-Joly Spanje